# 朴顯俊
朴 顯俊（パク・ヒョンジュン、朝: 박현준, 1986年9月22日 - ）は、大韓民国・全羅北道全州市出身のプロ野球選手（投手）。右投右打。
韓国プロ野球における勝負操作に関与していたとして2012年4月18日に韓国野球委員会から永久除名処分を科された。

## 経歴
慶熙大学校を経て2009年のKBOドラフトでSKワイバーンズの2次1巡目指名を受け、入団した。2009年のシーズン開幕戦にも登板した。
2010年7月28日にSKがLGツインズとの間で4対3のトレードを成立させ、尹耀涉らとともにLGへ移籍する事になった。同年10月30日の第17回インターコンチネンタルカップの決勝戦の対日本戦では完投勝利を収めた。
2011年は投手陣が不足していたLGの先発ローテーションの一角を占め、チーム最多の13勝（11敗）を挙げた。
2012年2月に金聖賢と共に勝負操作に関与した疑いがある選手として浮上した。3月2日に大邱地検に出廷して約8時間の調査を受け、2011年8月に2回にわたって勝負操作を行い、1試合あたり200〜300万ウォンを受け取った容疑を認めた。3月6日に金聖賢と共にLGから放出された。4月18日に大邱地裁は公判を開き、金聖賢と朴顯俊に懲役6か月と執行猶予2年と120時間の社会奉仕活動命令の判決を下して実刑は免れ、追徴金には金聖賢に700万ウォン、朴顯俊と500万ウォンを宣告した。同日に2人は韓国野球委員会（KBO）から永久除名処分を科された。なお、KBOと相互協定を結んでいるMLB、NPB、CPBLなどの他国のプロ野球リーグでも同様の処分が課されており、KBOの許可無しでプレーすることは不可能になっている。その後どの国のプロ野球リーグにも所属していないが、2016年に韓国プロ野球で再び勝負操作事件が発覚したのを受け、2017年1月13日、韓国プロ野球の新人オリエンテーションで講演し、新人選手たちに不正に加担しないよう呼びかけた。
2019年よりリーガ・メヒカーナ・デ・ベイスボルのモンテレイ・サルタンズと契約しようとしたが、KBOと協定を結んでいないにもかかわらずMLBと協定を結んでいるリーガ・メヒカーナ・デ・ベイスボル側が身分照会を求めたところ、永久除名処分のためKBOが認可できず契約できなかった。

## プレースタイル
林昌勇に近い腕の位置から152km/hの速球を投げ、サイドスローには珍しく高速で「滝のように落ちる」と形容されるほどの落差の大きいフォークボールを武器としていた。クイックモーションも平均1.15秒・最速1.08秒と速く、盗塁を試みるのは難しいと評されていた。

## 詳細情報

### 年度別投手成績
| 年 度     | 球 団     | 登 板 | 先 発 | 完 投 | 完 封 | 無 四 球 | 勝 利 | 敗 戦 | セ 丨 ブ | ホ 丨 ル ド | 勝 率 | 打 者 | 投 球 回 | 被 安 打 | 被 本 塁 打 | 与 四 球 | 敬 遠 | 与 死 球 | 奪 三 振 | 暴 投 | ボ 丨 ク | 失 点 | 自 責 点 | 防 御 率 | W H I P |
| --------- | --------- | ----- | ----- | ----- | ----- | -------- | ----- | ----- | -------- | ----------- | ----- | ----- | -------- | -------- | ----------- | -------- | ----- | -------- | -------- | ----- | -------- | ----- | -------- | -------- | ------- |
| 2009      | SK        | 14    | 0     | 0     | 0     | 0        | 0     | 1     | 0        | 0           | .000  | 84    | 17.0     | 21       | 1           | 10       | 2     | 2        | 7        | 2     | 0        | 14    | 11       | 5.82     | 1.82    |
| 2010      | SK        | 8     | 2     | 0     | 0     | 0        | 0     | 0     | 0        | 0           | ----  | 47    | 8.2      | 11       | 1           | 9        | 1     | 2        | 10       | 0     | 0        | 11    | 10       | 10.38    | 2.31    |
| 2010      | LG        | 12    | 9     | 0     | 0     | 0        | 2     | 3     | 0        | 0           | .400  | 216   | 49.0     | 49       | 8           | 18       | 0     | 7        | 36       | 5     | 1        | 34    | 32       | 5.88     | 1.37    |
| '10計     | LG        | 20    | 11    | 0     | 0     | 0        | 2     | 3     | 0        | 0           | .400  | 263   | 57.2     | 60       | 9           | 27       | 1     | 9        | 46       | 5     | 1        | 45    | 42       | 6.55     | 1.51    |
| 2011      | LG        | 29    | 26    | 0     | 0     | 0        | 13    | 10    | 0        | 0           | .565  | 711   | 163.2    | 153      | 13          | 68       | 1     | 11       | 137      | 4     | 1        | 88    | 76       | 4.18     | 1.35    |
| 通算：3年 | 通算：3年 | 63    | 39    | 0     | 0     | 0        | 15    | 14    | 0        | 0           | .517  | 1058  | 238.1    | 234      | 23          | 105      | 4     | 22       | 190      | 11    | 2        | 147   | 129      | 4.87     | 1.42    |

### 背番号
- 17 （2009年 - 2010年途中）
- 11 （2010年途中 - 2011年）